# Challenge Chine - Grande-Bretagne de snooker 2017
Le challenge Chine - Grande-Bretagne de snooker 2017 est une compétition de snooker de catégorie non classée inscrite au programme de la saison 2017-2018 et organisée les 28 et 29 juillet 2017 au Nanshan Culture & Sports Centre à Shenzhen, en Chine.
Pour son unique édition, le tournoi a vu s'imposer l'équipe de Grande-Bretagne, composée de Ronnie O'Sullivan, Mark Williams, Graeme Dott, Joe Perry et Michael Holt. Dott et Perry ont par ailleurs réussi un break de 135 points en tirs alternés.

## Principe de la compétition
Cette compétition oppose une équipe chinoise et une équipe britannique, chacune étant composée de cinq joueurs. Dix matchs sont joués soit un total de 35 manches, 19 pour les simples et 16 pour les doubles.

## Dotation
|           | Dotation            |
| --------- | ------------------- |
| Vainqueur | 80 000 £ (16 000 £) |
| Finaliste | 40 000 £ (8 000 £)  |
| Total     | 120 000 £           |

La dotation indiquée est celle perçue par l'équipe ; elle est partagée entre les différents membres de l'équipe (entre parenthèses dans le tableau).

## Équipes
| Nation          | Joueur 1          | Joueur 2      | Joueur 3     | Joueur 4    | Joueur 5     |
| --------------- | ----------------- | ------------- | ------------ | ----------- | ------------ |
| Chine           | Ding Junhui       | Liang Wenbo   | Zhou Yuelong | Yan Bingtao | Zhao Xintong |
| Grande-Bretagne | Ronnie O'Sullivan | Mark Williams | Graeme Dott  | Joe Perry   | Michael Holt |

## Résultats

### Première journée
| Zhao Xintong               | 1–2 | Mark Williams              |
| Liang Wenbo                | 0–3 | Mark Williams              |
| Zhou Yuelong / Yan Bingtao | 2–0 | Graeme Dott / Michael Holt |
| Yan Bingtao / Zhao Xintong | 0–2 | Joe Perry / Michael Holt   |
| Ding Junhui                | 1–6 | Ronnie O'Sullivan          |

### Deuxième journée
| Zhou Yuelong / Zhao Xintong | 1–2 | Graeme Dott / Joe Perry           |
| Yan Bingtao                 | 1–2 | Michael Holt                      |
| Ding Junhui / Liang Wenbo   | 0–2 | Graeme Dott / Joe Perry           |
| Zhou Yuelong                | 0–3 | Ronnie O'Sullivan                 |
| Ding Junhui / Liang Wenbo   | 3–4 | Ronnie O'Sullivan / Mark Williams |

### Score final
Grande-Bretagne 26-9  Chine

## Centuries
- 135[a] – Graeme Dott / Joe Perry (tirs alternés en double)
- 131 – Ronnie O'Sullivan / Mark Williams (d°)
- 102 – Michael Holt